# 哈蒙德 (緬因州)
哈蒙德（英語：Hammond）是一個位於美國緬因州阿魯斯圖克縣的市鎮。

## 人口
根據2020年美國人口普查的數據，哈蒙德的面積為101.48平方千米，當中陸地面積為101.17平方千米，而水域面積為0.31平方千米。當地共有人口91人，而人口密度為每平方千米1人。